# Ekestubbe (introducerad adelsätt)
Ekestubbe var en finländsk och svensk adelsätt. Släkten är först känd 1551 i Olkkala i Vichtis, Nyland, en gård som ätten ägde till 1786.
I Anreps ättartavlor uppges som släktens stamfader en Bertil Simonsson till Olkela i Finland, assessor i kommissionen angående Älvsborgs lösen. Hans son Lars Bertilsson skrev sig likaså till Olkela och var assessor, i Åbo hovrätt, samt lagman. Dennes andra hustru, Brita Henriksdotter tillhörde enligt Anrep ätten Ekelöf nr 217 (som fortfarande var ointroducerad), och hennes mor hette enligt samma källa Dordi Larsdotter och tillhörde samma ätt som de som senare adlades Teet. Ekelöfätten använde enligt Anreps uppgifter till vapen en sköld med en ekestubbe och på hjälmen ett svärd med eklöf, ett vapen som sonen Henrik Larsson till Olkkala upptog såsom närmaste manlig anförvant till släkten Stubbes vapen det inte brukades av någon annan. Anders Anton von Stiernman uppger däremot att modern var dotter till ståthållaren vid Åbo slott, Henrik Olofsson.
Denne Henrik Larsson var militär och steg i graderna under flera krig. Han ansökte om adelskap bland annat med motiveringen att hans ätt gjort rusttjänst sedan Gustav Vasas tid. Adelskap beviljades honom år 1639 då han fick namnet Ekestubbe efter moderns vapen. Ätten introducerades 1642 på nummer 285. Ätten fortlevde från Henrik Larsson Ekestubbes son från andra äktenskapet Margareta Lemnia, Henrik född 1641. Döttrarna gifte sig Hjortfelt, Tandefelt, Reeth, Hästesko-Fortuna, Meurman, Sabelhierta, och med ofrälse personer.
Ätten fortlevde med sonen Henrik Henriksson Ekestubbe, ryttmästare vid Nylands och Tawastehus kavalleri. Han var gift två gånger. Första hustrun var Christina Gyllenhierta. Andra hustrun (gifta 1683)  Elisabeth Gezelia var dotter till biskop Johannes Gezelius d.ä. och Gertrud Gutheim. Från första äktenskapet blev äldste sonen överstelöjtnant men hans gren slockade 1745. En yngre helbror till honom, kornetten Carl Ekestubbe blev med sin hustru Hästesko-Fortuna stamfader till den äldre grenen av ätten, genom sonen Carl Fredrik Ekestubbe, som fortfor att skriva sig till Olkela. Hans halvbror, kommendör Ernst Johan Ekestubbe till Gladö i Södermanland, gifte sig med Christina Bogeman vars mor var en Svart, och blev stamfader till den yngre grenen.
Ätten immatrikulerades år 1818 på Finlands riddarhus på nummer 25, där den slocknade på svärdssidan 1907. I Sverige var ätten vid ingången till 1900-talet utslocknad på svärd- och spinnsidorna.